# 路由器

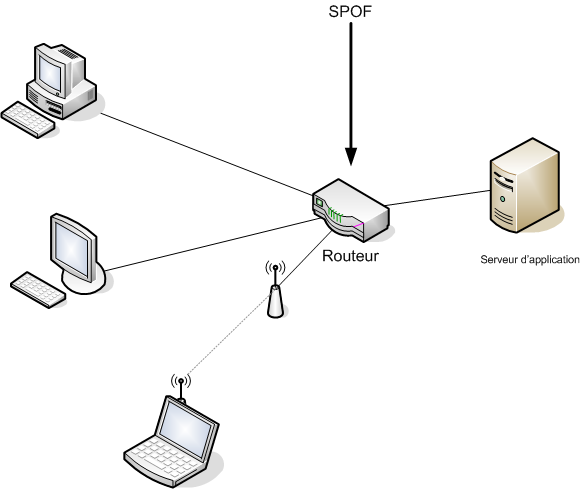

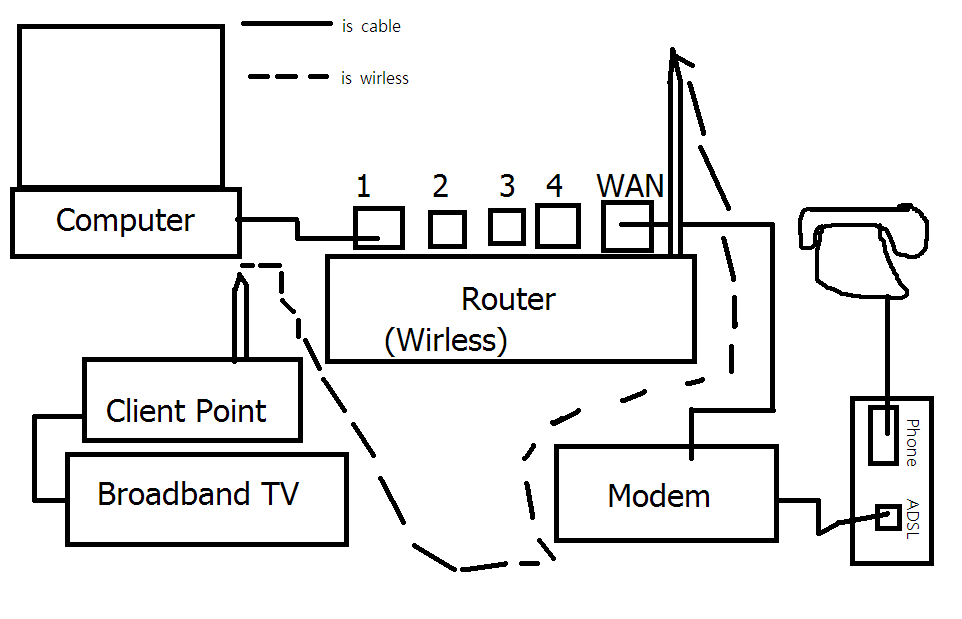
無線路由器的網路架構

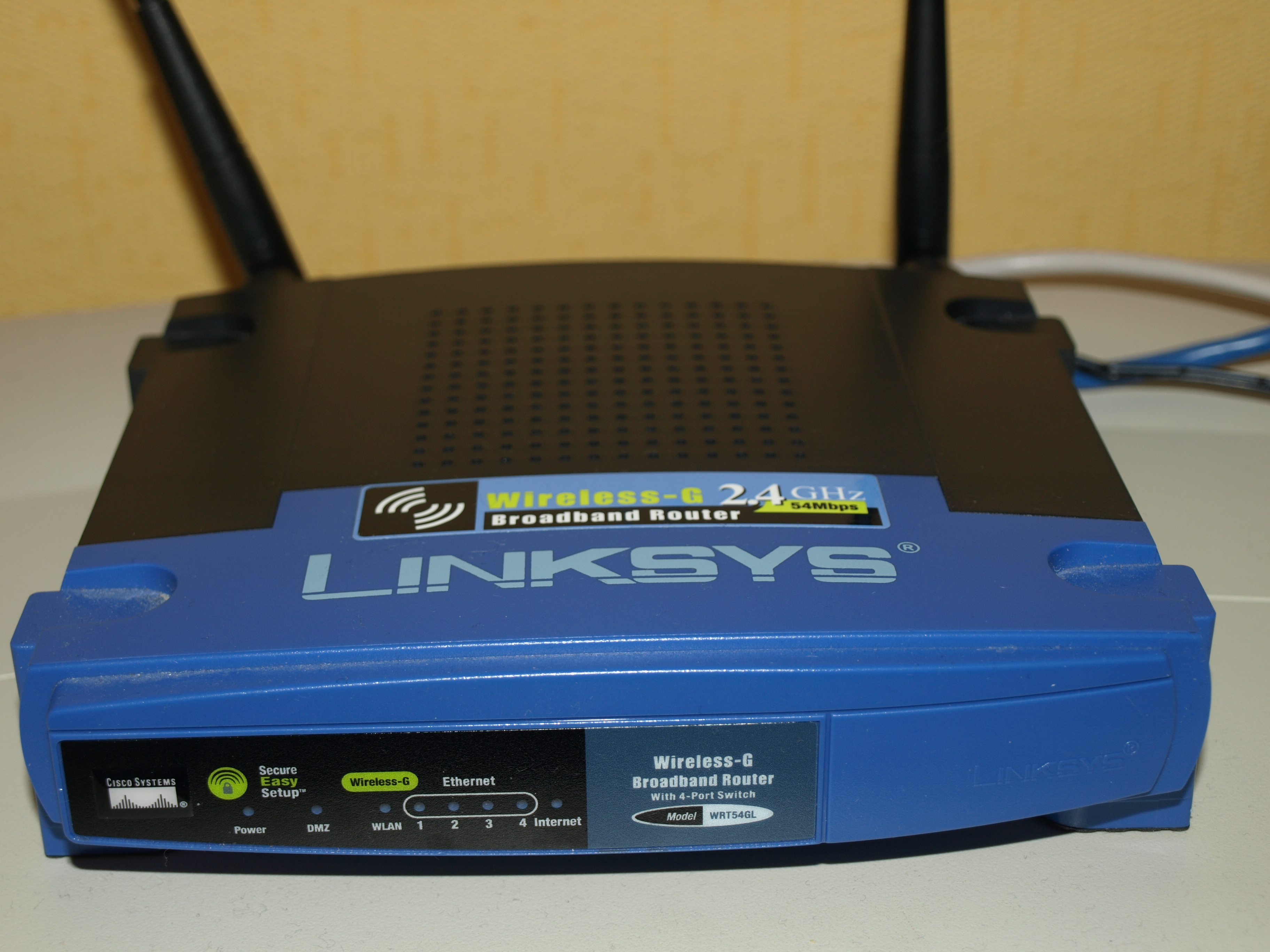
一台正在工作中的Linksys WRT54GL無線路由器

路由器（英語：Router，又稱路徑器）是將運算裝置（例如電腦）及網路連線至其他網路的聯網裝置。路由器有三個主要功能，分別是
- 確定路徑：路由器可以決定從來源到目的地所採用的路徑，這個作業稱為路由。
- 資料轉傳：路由器會將資料轉傳至所選路徑的下一個裝置，重複這個過程，最終資料可以抵達目的地。運算裝置和路由器可能位於相同的網路或不同的網路。
- 負載平衡：路由器有時會用多個不同路徑，傳送相同資料封包副本。其目的是為了減少因資料遺失而造成錯誤、並建立備援及管理流量。

比較技術性的解釋是路由器是種電訊网络设备，提供路由與轉送兩種重要機制，可以決定封包由來源端到目的端所經過的路徑（host到host之間的傳輸路徑），这个过程称为路由；將路由器輸入端的封包移送至適當的路由器輸出端（在路由器內部進行），這稱為轉送。路由工作在OSI模型的第三层——即网络层，例如网际协议（IP）。
IP路由器之中最常見的類型是家用和小型辦公路由器，它只在家庭電腦和互聯網之間轉發IP封包，例如，用戶的cable路由器或DSL路由器，這些路由器通過互聯網服務提供商（ISP）連接到互聯網。而像是企業級路由器等更複雜的路由器，則會將大型企業或ISP的網絡與強大的核心路由器連接起來，沿著互聯網主幹網的光纖線路高速轉發數據。

## 基本概念
路由器可連接两个以上個別網路的设备。
由于位于两个或更多个网络的交汇处，从而可在它们之间传递分组（一种数据的组织形式）。路由器与交换机在概念上有一定重叠但也有不同：交换机泛指工作於任何网络层次的数据中继设备（尽管多指网桥），而路由器则更专注于网络层。
路由器與交换机有四個主要差別。第一，路由器是OSI第三層的產品，而交換机則是第二層，第二層主要功能是將網路上各個電腦的MAC位址記在MAC地址表中，當區域網路中的電腦要經過交換机去交換傳遞資料時，就查詢交換机上的MAC地址表中的資訊，並將封包傳送給指定的電腦，而不會像第一層的產品（如集線器）發送給每台在網路中的電腦。第二，路由器能在多條路徑中選擇最佳的路徑，提升交換數據的傳輸速率。在傳送封包時，路由表會被一同傳送，該表存储了前往某一网络的最佳路径，如该路径的“路由度量值”，参考路由表可获得这个过程的详细描述。第三，路由器可連接超過兩個以上不同的網路，而交換机只能連接兩個。第四，路由器具有IP分享器功能，主要是讓多台設備用同一條ADSL/光纖寬頻線路來上網，功能包括共享IP，寬頻管理，自動分配IP等等，如在共享IP功能中，不同設備可共用同一個公共IP同時上網；在區域網絡中，路由器則會指定一組的Class C的私有IP，可讓254台設備同時上網。

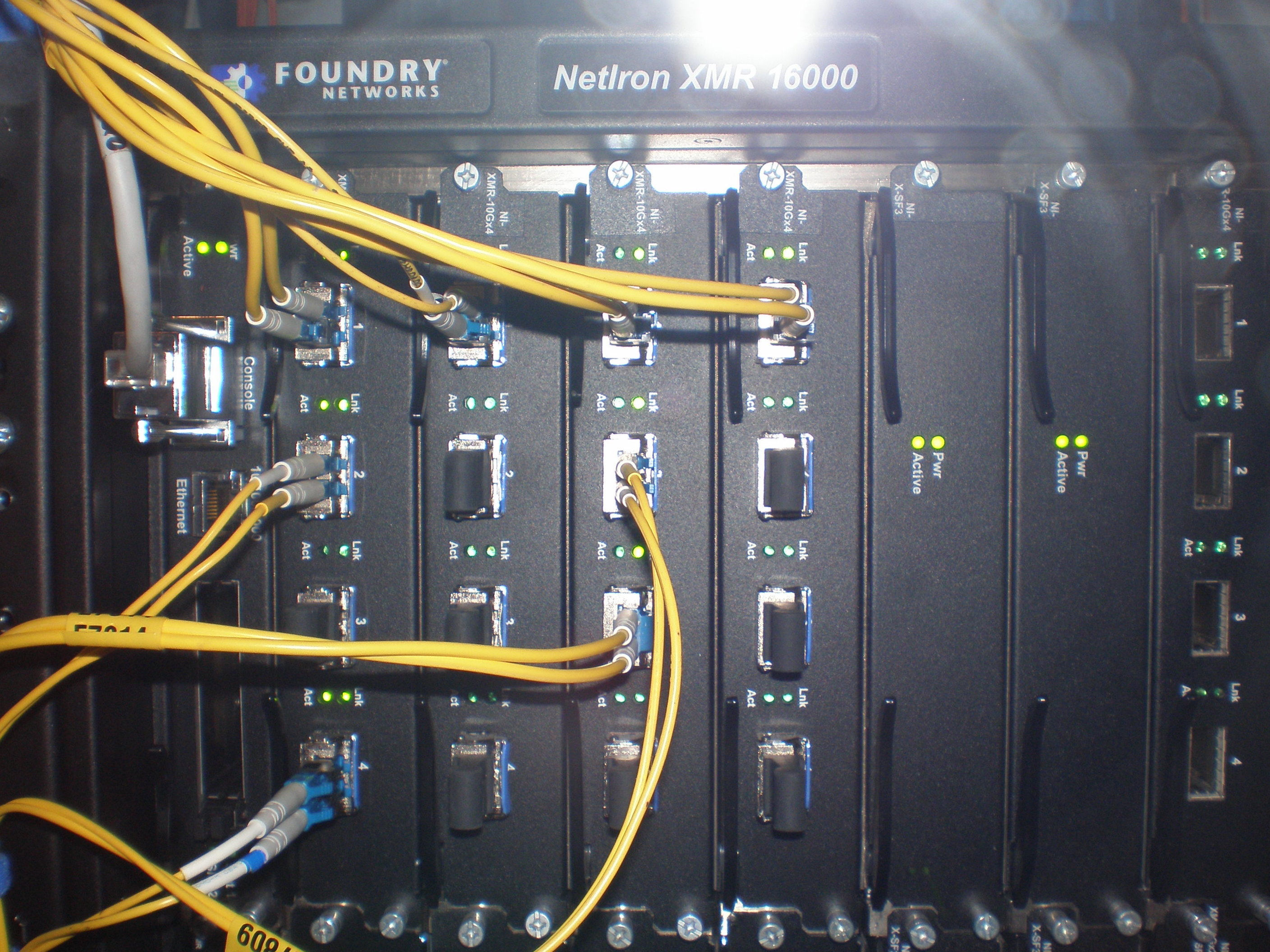
Foundry NetIron XMR路由器，黃色的光纜接續10Gbps頻寬

### 种类
多功能小型计算机
在1970年代中期至1980年代，多功能的小型计算机充当路由器。尽管多功能小型计算机可以胜任路由工作，但在後期，高性能计算机被充当了高速路由器，它比小型計算機加入了更多的硬件，這使它擁有更高的执行效率，例如数据包转发，IPsec加密等等。工程師為了提升路由器的可靠性，路由器作出了許多改變，例如使用直流电而不是交流，在數據中心中，路由器的直流電可由数据中心的电池直接提供；或使用固态存储而不是磁性存储介质来载入程序等。随着这些技术漸趨成熟，一些小型路由器也已成为家用电器，而大型路由器变得越来越像电话交换机，也许路由器最終将取替电话交换机。
边缘路由器（英語：edge router）
将設備连接到互联网的路由器。
核心路由器
如在ISP網絡中，只负责与其他路由器之间传递数据。
单臂路由器（英語：one-armed-router）
一种特殊类型的路由器，可用来在多个虚拟局域网（Virtual LAN）之间传递数据包。
在无线ad-hoc网络中的每台主机自己进行路由和数据转发，而在有线网络中通常一个广播域就有一台路由器。
近来，许多路由的功能被加入到局域网交换机（实质是高速网桥）上，从而创造出“三层交换机”，可以以接近线速的速度来转发流量。
路由器也被当作Internet网关，主要用在小型网络中如家庭或小型办公室。这种设备使用的Internet连接往往是互聯網宽带连接如线缆调制解调器和DSL。这种路由器连接两个网络，WAN和LAN并有自己的路由表。尽管在家庭应用中并不需要太多路由功能（因为只存在WAN和LAN），但这些小型路由器仍然支持路由信息協議。额外地，这种路由器还支持DHCP、网络地址转换、DMZ和防火墙功能，也有一些支持内容过滤和VPN。通常这种路由器和线缆或DSL调制解调器协同工作，但调制解调功能也可以内建在这种路由器中。这种路由器往往同时具有阻止特定外部请求的安全特性。
大型的路由器一般安裝在数据中心、電信公司或ISP的機房內。这些路由器将许多网络用大量的带宽连接起来。根据分工的不同，这些路由器可以支持路由协议中的几种，包括IS-IS、OSPF、IGRP、EIGRP、RIP、BGP。

#### 无线网络路由器
无线网络路由器是一种用来连接有线和无线网络的通讯设备，它可以通过无线方式（如，Wi-Fi）连接终端设备（如，手机、笔记本电脑），进而建立计算机网络。
有的电信运营商为客户安装宽带时会提供含有Wi-Fi的路由器，通过简单地设置拨号可以实现宽带的共享。
无线方式较有线方式更易受环境影响。如，在户外使用无线，其速度可能受天气影响。
其它的无线方式有：红外线、蓝牙、卫星微波等。

#### 策略路由
策略路由比常规路由更灵活，常规路由基于目标网络进行的数据包转发，策略路由則额外定义數據转发规则，包含策略与操作（路由圖），如會检查该接口接收到的所有数据包，是否符合路由图中的策略。對不符合的进行处理；符合的则按路由图策略中，对应的操作进行处理。

## 軟件
只要安裝相關的軟件，使普通的電腦也可以变成路由器。當中有以下較為常用的軟件：
- Windows XP网络共享 （页面存档备份，存于）
- Windows Server 的路由与远程访问角色 / 功能
- Mac OS X网络共享（页面存档备份，存于）
- OpenWrt
- pfSense
- Basic Internet Routing Daemon ( bird.network.cz ) （页面存档备份，存于）
- Sygate
- fdgw
- FREESCO
- GNU Zebra ( www.zebra.org ) （页面存档备份，存于）
- IPCop ( www.ipcop.org ) （页面存档备份，存于）
- SmoothWall ( smoothwall.org ) （页面存档备份，存于）[1]
- m0n0wall ( m0n0.ch/wall ) （页面存档备份，存于）

[1]绝大多数UNIX类的操作系统包含所有进行路由所必须的软件；Linux路由器计划就是在Linux发行版中专注于路由的例子。

## 主要厂商
- 美国
  - 思科 (Cisco)
  - Google Nest
  - Linksys
  - 美國網件 (NETGEAR)

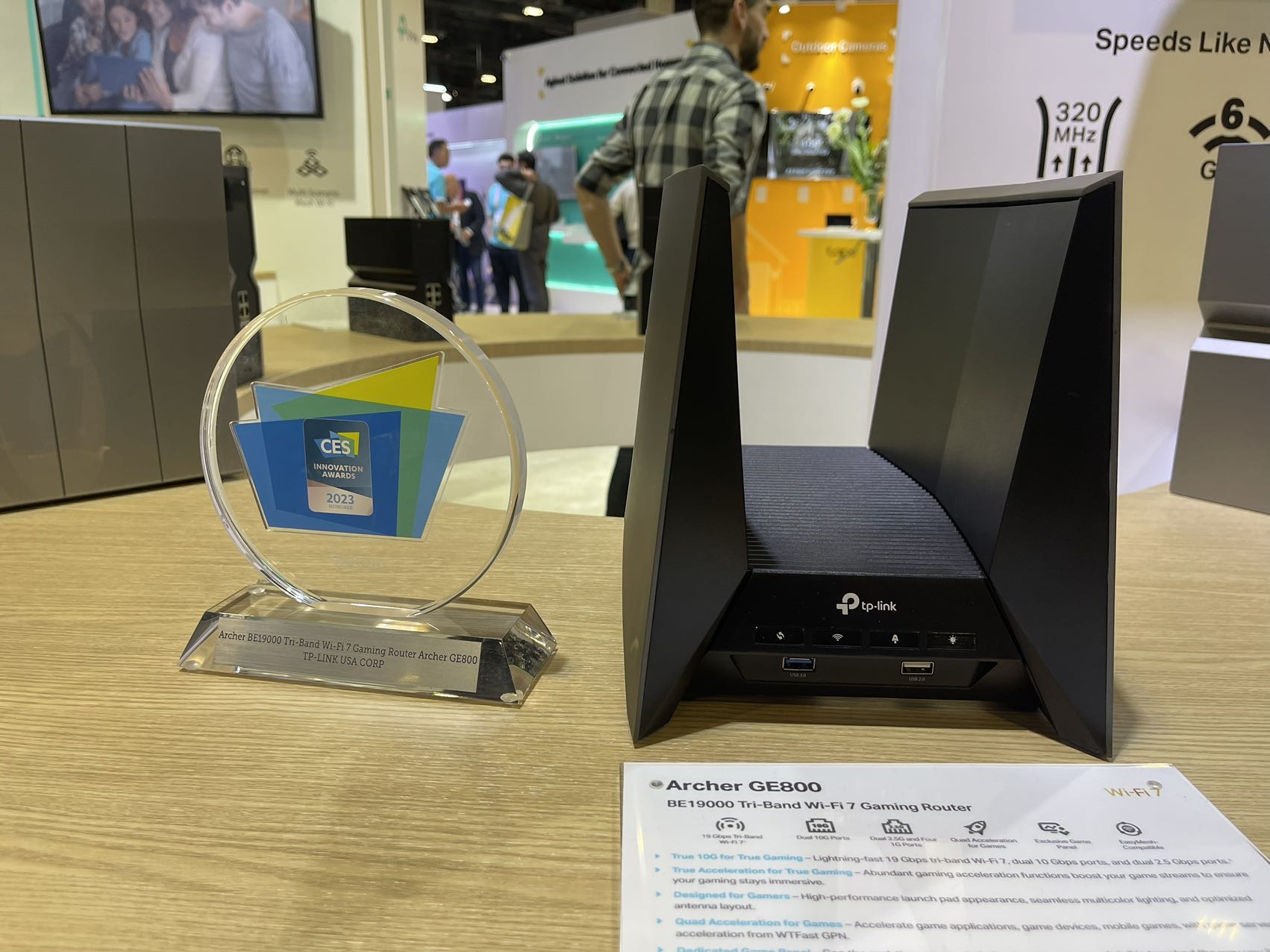
TP-Link GE800 Wi-Fi 7 電競路由器

  - 阿爾卡特-朗訊 (Alcatel-Lucent)
  - 蘋果公司 (Apple）
  - 亞美亞 (Avaya)
  - 瞻博網路 (Juniper Networks)
  - 3Com
  - 貝爾金 (Belkin)
  - 極進網路（Extreme Networks)
  - 博科通訊系統 (Brocade Communications Systems)
- 中国
  - 普联技术 (TP-LINK)
  - 睿因科技有限公司 (WAV-LINK)
  - 中怡 (Sercomm)
  - 小米科技 (Xiaomi)
  - 中興通訊 (ZTE)
  - 華為 (Huawei)
  - OPPO
  - 福建星网锐捷 (ruijie)
  - 騰達 (Tenda)
  - 磊科 (Netcore)
  - 水星網络 (Mercury)
  - 杭州華三通信技術有限公司 (H3C)
- 臺灣
  - 友訊科技 (D-Link)
  - 華碩 (ASUS)
  - 合勤科技 (ZyXEL)
  - 居易科技 (DrayTek)
  - 阿里山龍頭實業有限公司 與 中國磊科 合作 (Netis)
  - ECI
  - 普萊德科技 (Planet)
  - 俠諾 (QNO)
  - 盛達電業 (BILLION)
  - 中磊電子
- 日本
  - 巴比祿 (Buffalo（英语：Buffalo Inc.）)
- - EFM Networks (ipTIME)
- 瑞典
  - 愛立信 (Ericsson)
- 芬兰
  - 諾基亞網路

## 外部連結
- Network Router协议详细资料
- 多款知名家用路由器使用老舊Linux核心，連帶藏匿大量安全漏洞 （页面存档备份，存于）
- ROUTER 選購教學︱Aiyo0o.com （页面存档备份，存于）
- 【教學】正確擺放 Router 即解決 WiFi 慢的問題︱kennechu.info （页面存档备份，存于）
- 上網教學：Router、Modem 有甚麼分別？︱electhubs.com （页面存档备份，存于）